# Le Vigeant
Le Vigeant is een gemeente in het Franse departement Vienne (regio Nouvelle-Aquitaine) en telt 776 inwoners (2004). De plaats maakt deel uit van het arrondissement Montmorillon.

## Geografie
De oppervlakte van Le Vigeant bedraagt 63,7 km², de bevolkingsdichtheid is 12,2 inwoners per km².
De onderstaande kaart toont de ligging van Le Vigeant met de belangrijkste infrastructuur en aangrenzende gemeenten.

## Demografie
Onderstaande figuur toont het verloop van het inwonertal (bron: INSEE-tellingen).